# Ke Huy Quan
Ke Huy Quan (født 20. august 1971 i Ho Chi Minh-byen), også kendt som Jonathan Ke Quan, er en vietnamesisk-amerikansk skuespiller med kinesisk oprindelse. Han begyndte sin karriere som barneskuespiller og er bedst kendt for rollerne som Short Round i Indiana Jones og templets forbandelse (1984) og Richard Wang i Goonierne (1985).
Quan medvirkede senere i Everything Everywhere All at Once, en film, hvor han modtog en Oscar for bedste mandlige birolle ved uddelingen i 2023. Prisen blev overrakt af Harrison Ford.

## Udvalgt filmografi
- Indiana Jones og templets forbandelse (1984)
- Goonierne (1985)
- Together we stand (tv-serie, 1986-1987)
- Head of the Class (tv-serie, 1990-1991)
- Breathing Fire (1991)
- California man (1992)
- Eunuch & Carpenter (tv-serie, 1993)
- Second Time Around (2002)
- Jagten på ‘Ohana (2021)
- Everything Everywhere All at Once (2022)
- American Born Chinese (tv-serie, 2023)
- Loki (tv-serie, 2023)
- Kung Fu Panda 4 (animationsfilm, 2024)
- Love hurts (2025)
- The Electric State (2025)
- Zootropolis 2 (animationsfilm, 2025)